# Risku
Risku era un comitato per lo sviluppo dei villaggi (VDC) del Nepal situato nella Provincia No. 1 e nel distretto di Udayapur, è stato abolito dal marzo 2017 in seguito ad una riforma amministrativa. 
Al censimento del 1991 aveva 11.546 abitanti, distribuiti in 2083 abitazioni distinte.